# Chiesa di Panaghia Protothroni
La chiesa di Panaghia Protothroni (Παναγία Πρωτόθρονος) si trova nel villaggio di Halkì nella valle di Traghea, sull'isola di Nasso, in Grecia.

## Storia e descrizione
La chiesa è dedicata all'Annunciazione, ed era probabilmente un'antica basilica protocristiana, di cui sopravvivono oggi solo il synthronon e il trono episcopale nell'abside semicircolare. In epoca medio-bizantina l'edificio fu convertito nella forma tradizionale a croce quadrata. Un nartece a cupola fu aggiunto in epoca successiva, affiancato a nord dalla cappella di Aghios Akindynos e da una stanza rettangolare con volta a botte a sud. Secondo un'iscrizione sull'architrave, proveniente probabilmente dall'antico templon, la chiesa fu rinnovata nel 1052. L'iscrizione reca anche i nomi del vescovo Leo, di “Nikitas Protospatharios e Tumarca di Naxia” e del conte Stefano Kamilaris. Altre iscrizioni del XVI e XVII secolo registrano ulteriori restauri. 

## Gli affreschi
L'interno della chiesa è affrescato in cinque diversi strati, a partire dai primi secoli della Cristianità, poi del IX secolo (geometrico non figurativo) e gli strati successivi del X, XI, e XIII secolo. Alcuni di questi affreschi sono stati rimossi e ricollocati, cosicché ora sono visibili affreschi appartenenti a epoche diverse.
Il primo strato, del VII secolo, al fondo della chiesa, rappresenta gli Apostoli, mentre a fianco della finestra è raffigurato Sant'Isidoro. 
Il secondo strato, che copriva gli Apostoli, consisteva in decorazioni non figurative con croci nelle arcate, e risale al periodo iconoclasta del IX secolo.
I due strati sovrapposti portati alla luce nella cupola sono stati datati rispettivamente al 1052 e al 1056, e si considerano collegati all'iscrizione dell'architrave e a un'altra iscrizione nella cappella a nord, dedicata all'Assunzione della Serva di Dio Anna nel 1056. 
Tuttavia, si ritiene che il primo strato della cupola, ora distaccato, così come altri affreschi nell'antenna sud, sia da datare a un periodo lievemente anteriore, tra il X e l'XI secolo. 
Le raffigurazioni dei Santi Giorgio, Nicola, Demetrio, e Teodoro presenti nella sezione est del secondo strato di affreschi datano al 1052.
Secondo un altro studio, la rappresentazione dell'Annunciazione sarebbe più tarda, intorno al XII o XIII secolo. Nel tardo XIII secolo la parte inferiore dell'abside fu ridecorata, con un affresco rappresentante due vescovi co-officianti, dei quali solo uno è sopravvissuto all'opera di distaccamento. La Supplica presente nell'abside fu aggiunta in epoca successiva.